# Парра, Исабель
Виолета Исабель Сереседа Парра (исп. Violeta Isabel Cereceda Parra, 29 сентября 1939, Чили) — чилийская певица, автор песен и фольклорист. Дочь Виолеты Парра. Она является одним из главных представителей Nueva canción.

## Биография
Исабель Парра родилась в Чили в 1939 году, в семье известной певицы Виолеты Парра (1917—1967). Сестра Анхеля Парры (1943—2017). После военного переворота в Чили 1973 года десять лет жила в изгнании в Аргентине и Франции. Её дочь Тита Парра также стала певицей. Свой музыкальный путь она начинает с совместных выступлений с матерью, исполняя популярный репертуар самых разных стилей на разных площадках Сантьяго. Её работа в качестве фольклорной певицы началась в Париже, когда она пела в дуэте со своим братом Анхелем Паррой и записывала LP Los Parra de Chillán. В конце шестидесятых годов она стала оплотом направления Nueva canción и прославилась такими композициями, как Cantando por amor, Lo que más quiero и другими.
После военного переворота в 1973 году, возглавляемого диктатором Аугусто Пиночета против президента Сальвадора Альенде, Исабель переехала во Францию, куда прибыла в феврале 1974 года со своей маленькой дочерью Миленой, а затем в Аргентину, и вернулась в Чили в 1987 году. Известными произведениями этого периода являются Ni toda la tierra entera, об изгнании, и Como una historia, посвященное Виктору Хара. Большая часть этого периода связана с музыкантом Патрисио Кастильо, который играет важную роль в её записях и сольных концертах. На основе документов, писем и фотографий она выпустила биографическую книгу El libro mayor de Violeta Parra, первоначально опубликованную в Мадриде в 1985 году6..
Воссоединение с Чили было не таким радужным, как предполагалось, отчасти из-за требований диктатуры о её возвращении. Принимала участие в записи альбома «Chile, la alegría ya viene» для оппозиционной кампании «НЕТ» перед референдумом 1988 года. После своего возвращения в Чили и восстановления демократии она посвятила себя работе в Фонде Виолетты Парра. С тех пор она выпустил только два альбома с неопубликованными песнями (Melodious Lamp и Colours). В 2005 году она выиграла фольклорный конкурс на международном песенном фестивале Viña del Mar, который проводится в Чили каждый год, начиная с 1960 года. Это самый известный и престижный песенный фестиваль стран Латинской Америки и Испании. В период с 2004 по 2006 год совместно с группой Инти-Ильимани она участвовал в создании альбома Canto para una semilla.

## Дискография
В её дискографию входит более двадцати альбомов в качестве солистки, к которым следует добавить те, которые она издала вместе со своим братом Анхелем Паррой, будучи в дуэте.